# Europaallee Zürich

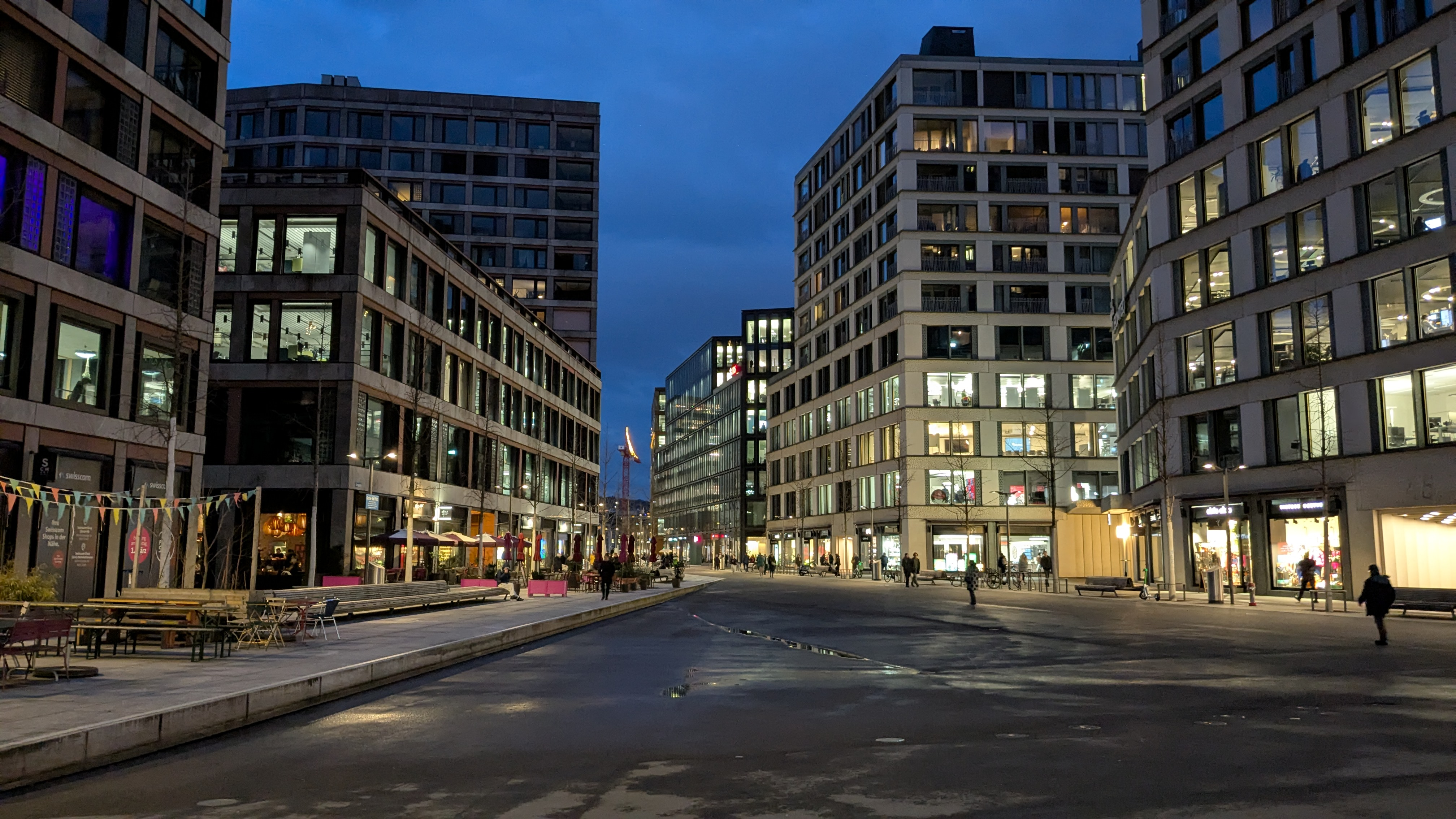
Europaallee Zürich am Abend

Die Europaallee – ursprünglich HB Südwest, später Eurogate Zürich und Stadtraum HB genannt – ist ein städtebauliches Planungsgebiet in Zürich. Sie befindet sich an der gleichnamigen Strasse im Langstrassenquartier im südwestlichen Vorfeld des Zürcher Hauptbahnhofs. Über und neben den Gleisen wurden fünf Jahrzehnte lang diverse kommerzielle Nutzungen der im Stadtzentrum gelegenen Grundstücke der Schweizerischen Bundesbahnen geplant, wobei mehrere während dieser Zeit vorgestellte Projekte aus unterschiedlichen Gründen scheiterten.

## Stadtteil Europaallee

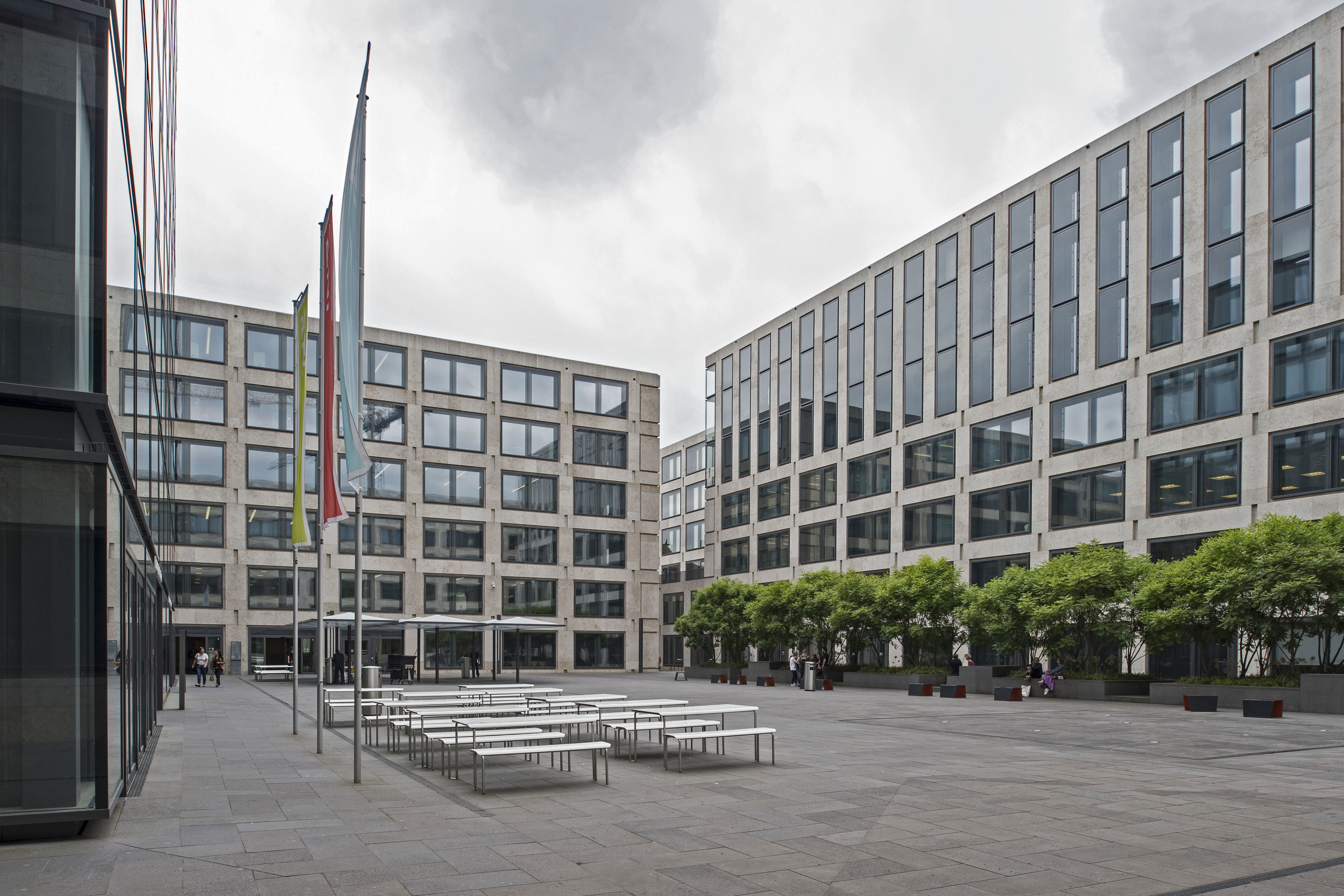
Pädagogische Hochschule Zürich (Baufeld A)

Der Stadtteil Europaallee erstreckt sich vom Europaplatz zwischen Hauptbahnhof und Sihlpost nordwestwärts zum Gustav-Gull-Platz und bezieht auch die Nordseite der Lagerstrasse mit ein. Er besteht aus acht Baufeldern (A bis H), auf denen bis zu 54 Meter hohe Gebäude entstanden. Seit 2020 sind alle Bauten fertiggestellt. Neben einer Einkaufspassage zählen hierzu mehrere Bürokomplexe (unter anderem UBS, Credit Suisse und Swisscanto). Als grösster Mieter konnte Anfang 2015 Google gewonnen werden.
Insgesamt entstanden auf dem zur Europaallee gehörenden Areal rund 400 Eigentums- und Mietwohnungen, ein Hotel mit 170 Betten, Büros für 8'000 Arbeitsplätze, ein Kino und drei Bildungseinrichtungen.
Der Negrellisteg verbindet die Europaallee über das Gleisfeld des Vorbahnhofs mit dem Industriequartier.

## Zahlen und Fakten
- Arealfläche: 78'000 m²
- Geschäftslokale: 76
- Studienplätze: 4'800 Studierende an der Pädagogischen Hochschule Zürich, an der KV Zürich Business School und an den Juventus Schulen
- Arbeitsplätze: 8'000 auf ca. 100'000 m² Bürofläche
- Wohnanteil: 400 Wohnungen und 170 Hotelbetten
- Parkplätze: ca. 500

## Architektur

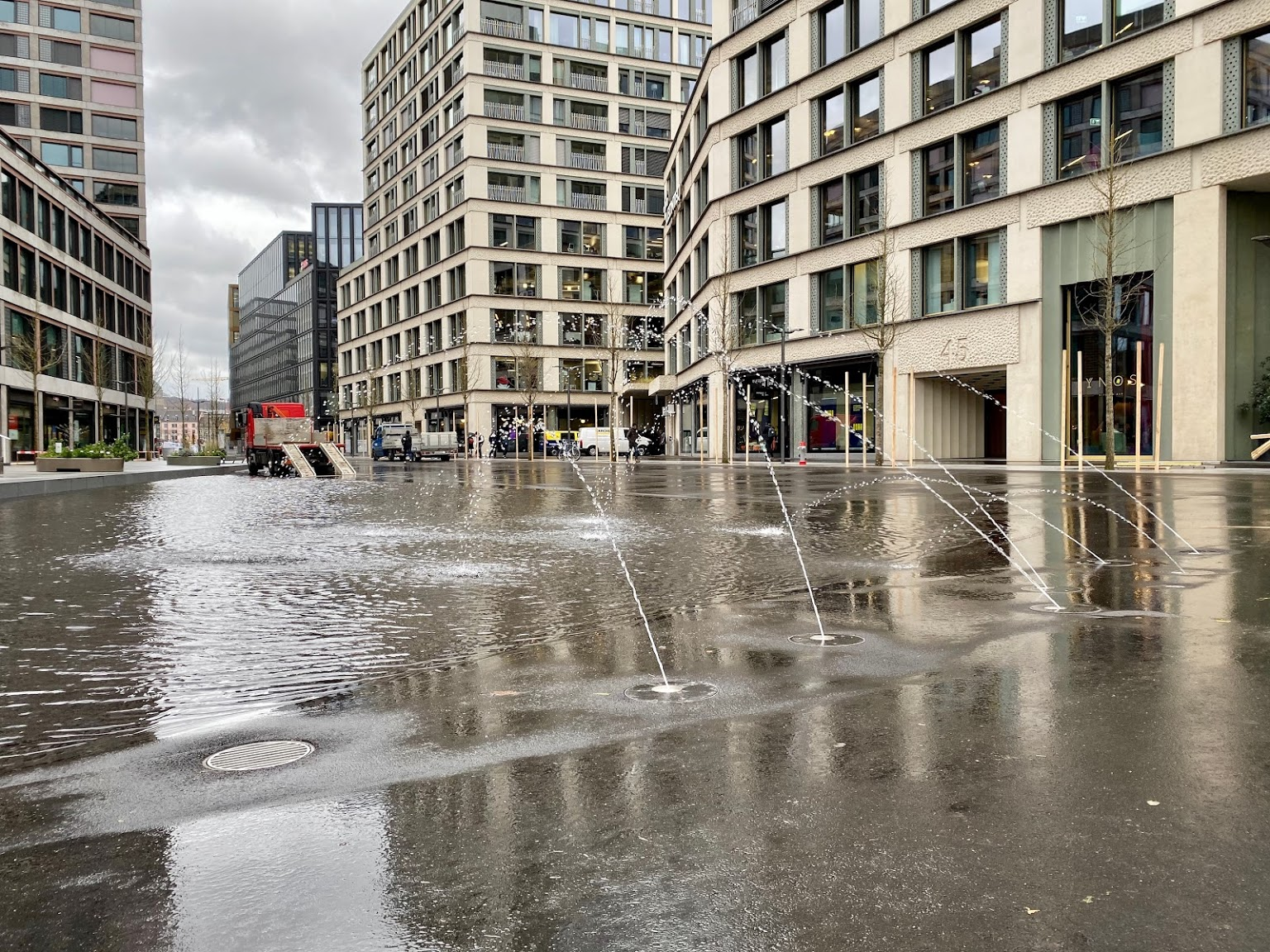
Teich am Gustav-Gull-Platz

Das städtebauliche Konzept stammt von KCAP (Kees Christiaanse). Auf mehreren Baufeldern wurde eine Vielzahl von Projekten gebaut:
- Sihlpost (1930 erbaut und 2014/15 renoviert)
- Baufeld A – Max Dudler (Bezug: 2012, beherbergt die Pädagogische Hochschule Zürich)
- Baufeld B – Stücheli Architekten (Bezug: 2017)
- Baufeld C – ARGE Max Dudler mit Gigon Guyer und David Chipperfield (Bezug: 2013) (Eigentum/Eigennutzung UBS)
- Baufeld D – Wiel Arets (Bezug: 2020)
- Baufeld E – ARGE Caruso St John mit Bosshard Vaquer (Bezug: 2014)
- Baufeld F – Roger Boltshauser (Bezug: 2019)
- Baufeld G – ARGE Graber Pulver und Masswerk Architekten (Bezug: 2015)
- Baufeld H – ARGE E2A mit Basler & Hofmann (Bezug: 2017)
- Öffentlicher Raum – Team Rotzler Krebs Partner GmbH Landschaftsarchitekten, Winterthur zusammen mit ewp AG Ingenieure Planer Geometer, Effretikon

## Geschichte

### Planung und Scheitern von HB Südwest
Über fünf Jahrzehnte lang gab es mehrere Versuche, die von den Gleisen der Sihlpost belegte Fläche südwestlich des Hauptbahnhofs kommerziell zu nutzen. In den 1960er Jahren schien es nur eine Frage der Zeit zu sein, bis der von Jakob Friedrich Wanner erbaute und mehrmals erweiterte Hauptbahnhof abgerissen und durch einen Neubau ersetzt würde. 1969 schrieb die aus Vertretern der Schweizerischen Bundesbahnen (SBB), des Kantons und der Stadt Zürich zusammengesetzte Behördendelegation Regionalverkehr Zürich (RVZ) einen öffentlichen Ideenwettbewerb aus. Das Projektgebiet umfasste auch die südwestlich daran anschliessende, «HB Südwest» genannte Fläche. Das im Januar 1971 öffentlich vorgestellte Siegerprojekt «Bagage» von Max Ziegler basierte konsequent auf einem Raster von Sechsecken. Zwischen Hauptbahnhof und Sihlpost (auf dem heutigen Europaplatz) war unter anderem ein Büroturm vorgesehen. Das Projekt scheiterte an politischem Widerstand und an der Ölkrise; ebenso verhinderte die Unterschutzstellung des Hauptbahnhofs allzu radikale Eingriffe.
1978 berücksichtigte der zweite, von der RVZ zusammen mit den PTT durchgeführte Wettbewerb die geänderten Rahmenbedingungen. Gefordert war nun ein Bürohochhaus mit einer Bruttogeschossfläche von 50'000 m², halb so gross wie ein Jahrzehnt zuvor. Zu den Wettbewerbsteilnehmern gehörten unter anderem Luigi Snozzi und Mario Botta. Auf den ersten Platz setzte die Jury den Entwurf von Ralph Baenziger, Claudia Bersin und Jakob Schilling. Geplant war parallel zu Gleis 1 ein lang gestreckter Baukörper; von diesem sollte eine breite Freitreppe zu einem erhöhten Platz führen, der in einer Ebene über den Gleisen mündet. 1980 fand eine zweite Wettbewerbsrunde statt und die Jury empfahl, das Projekt von Baenziger, Bersin und Schilling weiterzubearbeiten und zu realisieren. Daraufhin erfolgte die Gründung der HB City Immobilien AG, die 1982 mit den SBB einen Baurechts-Vorvertrag abschloss. Das nochmals überarbeitete Projekt wurde im Sommer 1983 der Öffentlichkeit präsentiert, wobei die Bruttogeschossfläche im Vergleich zum ersten Entwurf um über zwei Drittel auf 168'000 m² angewachsen war. Anstelle der Freitreppe war nun eine gläserne Halle vorgesehen.
Gegen das Projekt formierte sich politischer Widerstand. SP, POCH und Vertreter des Stadtteils Aussersihl bemängelten, dadurch würden nur noch mehr Büros in die Stadt gelockt und Mietpreise in die Höhe schnellen. Nachdem der Zürcher Gemeinderat eine SP-Motion bezüglich Redimensionierung abgewiesen hatte, wurde im Februar 1984 eine kommunale Volksinitiative eingereicht. Sie verlangte einen Gestaltungsplan sowie eine Beschränkung der Ausnützung, der Ladenflächen und der Parkplätze. Die HB City Immobilien AG überarbeitete das Projekt leicht und reduzierte die Bruttogeschossfläche auf 164'000 m². Am 22. September 1985 mussten die Stimmberechtigten über die Initiative befinden und lehnten sie mit 70,7 % ab. Die privaten Promotoren versuchten, aus dem für sie günstigen Ausgang der Abstimmung Kapital zu schlagen und vergrösserten das Projekt sogleich um die Hälfte auf 242'000 m². Sie reichten freiwillig einen Gestaltungsplan ein, um sich der Kritik zu entziehen, vor der Abstimmung mit falschen Karten gespielt zu haben. Die Änderungen erforderten ohnehin eine neue Baubewilligung, weshalb dagegen ein Referendum ergriffen werden konnte. Am 25. September 1988 sprach sich eine knappe Mehrheit von 50,7 % für den Gestaltungsplan aus. Daraufhin setzte die HB City Immobilien AG einen Architektenbeirat ein, der anschliessend kleinere Änderungen am Projekt vornahm. Streitereien unter den Projektpartnern und das Platzen der Immobilienblase liessen das Projekt 1992 scheitern.

### Auch Eurogate scheitert
Als Auffanggesellschaft für die auseinandergebrochene HB City Immobilien AG entstand 1994 die HB Südwest AG, die als neue Bauträgerin das Projekt zusammen mit dem Architekten Ralph Baenziger fortführen wollte. Beteiligt waren neben den SBB und dem Kanton Zürich auch die Grossbank UBS, Generalunternehmer, mehrere Industriepartner und drei Wohnbaugenossenschaften. Da sich die wirtschaftliche Situation verbesserte, reichte die HB Südwest AG im Sommer 1996 ein Baugesuch ein. Um die Vergangenheit hinter sich zu lassen, trug das Projekt den neuen Namen «Eurogate». Bauprofile wurden ausgesteckt und im Oktober desselben Jahres benannte sich das Unternehmen in Eurogate Zürich AG um. Der Zürcher Stadtrat erteilte im März 1997 die Planungsgenehmigung, machte aber einschneidende Auflagen: Verringerung der Anzahl Parkplätze von 1250 auf die Hälfte sowie Reduktion der Bruttogeschossfläche von 272'000 auf 242'000 m² (wie im Gestaltungsplan vorgeschrieben). Wenig später präsentierte Theo Hotz einen eigenen Vorschlag, zwei Türme von 120 und 140 m Höhe neben der Sihlpost. Brisant war, dass die Präsentation im Stadthaus im Beisein von Stadträtin Ursula Koch und Stadtbaumeister Franz Eberhard erfolgte, was zahlreiche Politiker irritierte und das Eurogate-Projekt schwächte.
1998 hiess der Regierungsrat den Rekurs der Eurogate Zürich AG gegen die Auflagen des Stadtrates gut. So genehmigte sie eine höhere Ausnutzung und fast alle Parkplätze. Zwar rekurrierte die Stadt beim Verwaltungsgericht, trat gleichzeitig aber auch in Verhandlungen. Die SonntagsZeitung berichtete im selben Jahr, die Eurogate Zürich AG wolle nun die Türme von Hotz bauen, während Jakob Schilling in der NZZ einen weiteren Vorschlag präsentierte. Das Projekt schien daraufhin völlig blockiert zu sein und die Investoren zogen sich zurück, da sie das Projekt nicht mehr für rentabel genug hielten. Ende 1999 gründete die Steiner AG, Allreal und Göhner Merkur die ARGE Eurogate als neue Bauträgerin, um das Projekt doch noch voranzubringen. Anfang 2000 unterzeichneten die ARGE, die Stadt, die SBB und Ralph Baenziger einen entsprechenden Vertrag. Etwas später stieg die UBS als Investorin ein. Die Baubewilligung wurde im August 2000 erteilt, die Arbeiten sollten im Mai 2001 beginnen.
Nicht damit einverstanden waren der Verkehrs-Club der Schweiz (VCS) und die Alternative Liste (AL), die beide Rekurs einlegten. Sie waren der Meinung, gegenüber dem 1997 bewilligten Projekt unterscheide sich das neue zu sehr, sodass eine neue Baubewilligung erforderlich sei. Der Regierungsrat trat nicht auf die Beschwerde ein, da sie nach Ablauf der Rekursfrist erfolgt war. Dennoch kam es zwischen dem VCS und Eurogate zu Verhandlungen. In der Zwischenzeit legten die SBB den 30. April 2001 als letztmöglichen Termin für die Vertragsunterzeichnung fest. Sie hatten bereits mit der Planung des Bahnhofs Löwenstrasse begonnen, dessen Stützpfeiler der geplanten Überbauung im Weg standen. Anfang Mai 2001 teilten die UBS mit, Eurogate sei in dieser Form nicht mehr realisierbar und die Verhandlungen mit dem VCS seien ergebnislos verlaufen, weshalb der späteste Termin für den Baubeginn (Mitte Juni) nicht eingehalten werden könne. Somit war das Projekt endgültig gescheitert und die Eurogate Zürich AG wurde liquidiert. Über einen Zeitraum von 32 Jahren waren rund 150 Millionen Franken verplant worden, ohne ein konkretes Ergebnis zu erzielen. Auf eine dringliche Interpellation im Ständerat zu diesem Thema antwortete der Bundesrat: «SBB und UBS kamen gemeinsam zum Schluss, dass eine weitere Fristerstreckung die bautechnischen Risiken massiv erhöht und dass das Projekt Eurogate aus wirtschaftlichen Überlegungen nicht mehr zu verantworten ist.»

### Realisierung der Europaallee

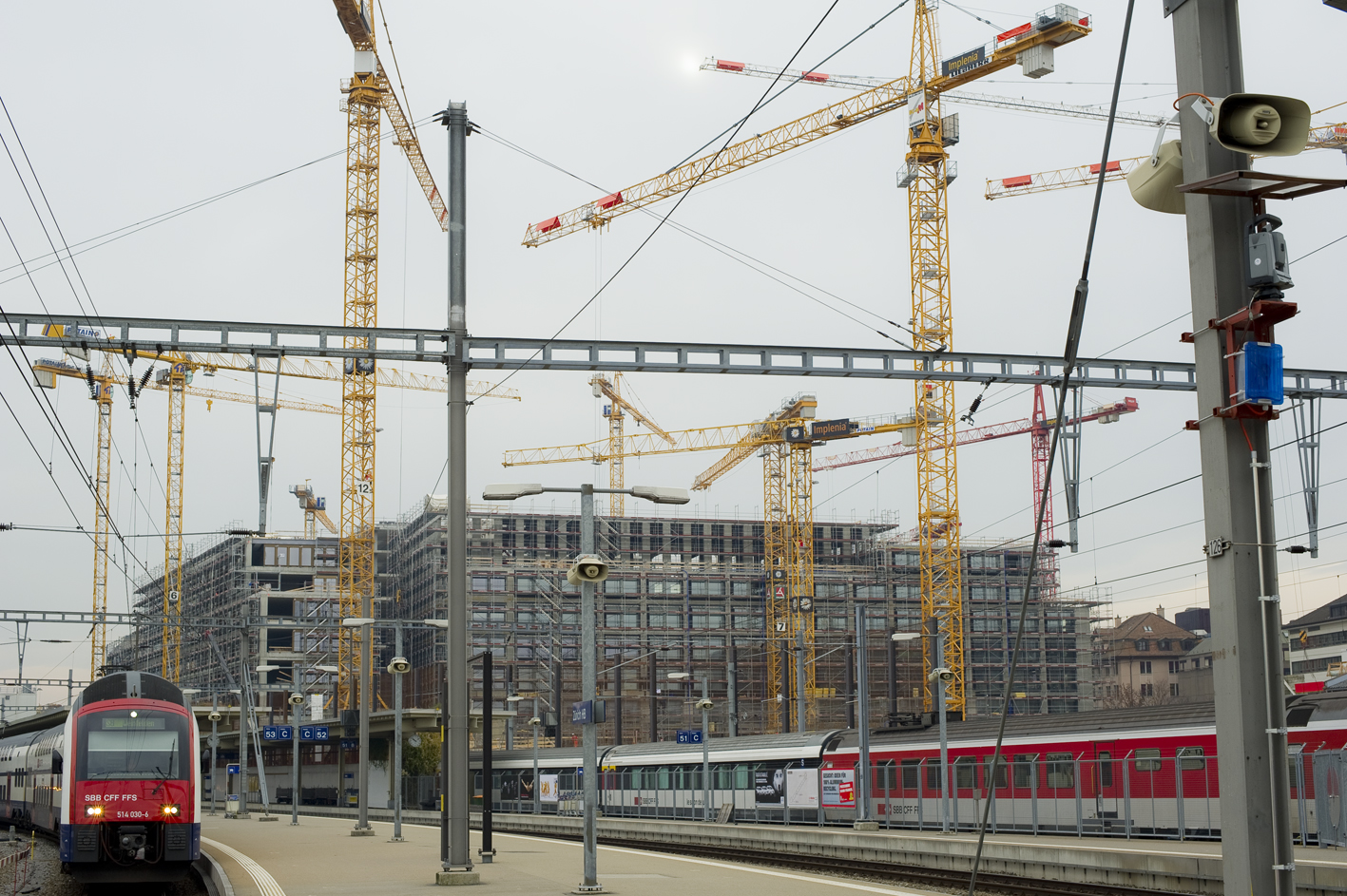
Bauarbeiten im Jahr 2010

Die Arbeiten am Bahnhof Löwenstrasse und an der Durchmesserlinie machten eine Neunutzung des Areals mehr als ein Jahrzehnt lang unmöglich. Doch bereits 2003 teilten die SBB mit, dass in Kooperation mit der Post und der Stadt Zürich ein neues Entwicklungskonzept in Arbeit sei. Regelmässig fanden Treffen mit drei Planungsteams statt, die im Workshop-Verfahren ihre Ideen austauschten. Schliesslich einigte man sich auf das von Kees Christiaanse ausgearbeitete Konzept als Basis, das Baufelder und Spielregeln für vielfältige architektonische Interpretationen anstatt präziser Volumen vorsah. Der Entwurf des Gestaltungsplans «Stadtraum HB» lag im Dezember 2004 vor und wurde im Januar 2006 vom Gemeinderat ohne Gegenstimme genehmigt. Gegen diesen Entscheid ergriff ein Komitee das Referendum. Es bemängelte den weitgehenden Ausschluss der Öffentlichkeit aus dem Planungsprozess. Am 24. September 2006 erhielt der Gestaltungsplan in der kommunalen Volksabstimmung eine Zustimmung von 65,5 %.
Bereits einen Monat nach der Abstimmung lagen die Ergebnisse der ersten Studienaufträge für die Baufelder A und C vor, bis 2013 für alle acht Baufelder. Sämtliche Wettbewerbe und die Weiterbearbeitung der Entwürfe wurden von den SBB begleitet und Kees Christiaanse sass in jeder Wettbewerbsjury, wodurch in allen Planungsprozessen Kontinuität gewährleistet war. Unter der Bezeichnung «Europaallee» ging das Projekt Anfang 2009 in die Realisierung. Ab 2012 konnten die ersten Gebäude bezogen werden. Am 24. November 2013 kam es zu einer weiteren Volksabstimmung über die Verbreiterung der dem Areal entlang führenden Lagerstrasse, nachdem die AL ein Referendum ergriffen hatte. Sie störte sich insbesondere daran, dass die Stadt Zürich für den Erwerb eines 4910 m² grossen Landstreifens eine Entschädigung von 8,9 Millionen Franken an die SBB zahlt. Der Gesamtwert der Investitionen auf dem Areal Europaallee betrug rund eine Milliarde Franken.

## Kritik
Bereits nach der Realisierung der ersten Baufelder wurde vor allem aus linken politischen Kreisen der Vorwurf laut, die Europaallee trage wie befürchtet zur Gentrifizierung der Nachbarschaft bei. Die Mieten in dem «Baumonster» seien unbezahlbar und das einst «wilde» Arbeiterviertel sei zerstört worden. Die Europaallee hatte bald den Ruf, eine gesichtslose Betonwüste ohne Lebendigkeit zu sein. Laut ETH-Professor und Stadtforscher Christian Schmid sei die Planung «gründlich misslungen». Es gebe keine inspirierende Kombination von Nutzungen und der Ort lade nicht zum Verweilen ein. AL-Gemeinderat Niklaus Scherr konstatierte, dass sich alle Befürchtungen bestätigt hätten. Das Quartier ähnle einem «Ghetto für Besserverdienende», sei abhängig von den Pendlern des angrenzenden Hauptbahnhofs und alleine nicht lebensfähig.
Im Jahr 2019, also kurz vor der Vollendung des Projekts, kam die Limmattaler Zeitung zum Schluss, der neue Stadtteil sei noch immer auf der Suche nach seiner Identität. Sie schwanke «irgendwie zwischen Luxusmeile, Trendquartier, Jugendlichkeit und Alterssiedlung». Überteuerte Angebote wie Luxuswohnungen mit umfassenden Serviceleistungen und exklusive Läden, die zum schlechten Ruf beitrugen, sind mittlerweile wegen mangelnder Nachfrage verschwunden.
Nach Vollendung der Bauarbeiten wurde die Kritik leiser: Die Europaallee sei zwischenzeitlich durchaus belebt. Dennoch kritisierte die Neue Zürcher Zeitung, dass die Bauten trotz einer Vielzahl renommierter Architekten doch recht einheitlich geworden seien.